# Альтерман, Теодор Юрьевич
Теодор Юрьевич А́льтерман (эст. Theodor Altermann; 24 ноября 1885, Пахкла, Рапламаа — 1 апреля 1915, Ревель) — русский эстонский актёр, театральный режиссёр и продюсер, один из основателей профессионального театра в Эстонии.
Творческую деятельность начал в 1902 году как актёр труппы общества «Эстония» в Ревеле. В 1905 году учился в Берлине сценической речи и актёрскому мастерству. Был актёром и одним из организаторов театра «Эстония». Работал в этом театре с 1906 года (с перерывами). Впервые исполнил роли Лео Саалепа и Пийбелехта («Неуловимое чудо», 1913, и «Домовой», 1914, Вильде). Среди других его ролей: Барон (1903), Хлестаков (1908), Борис Годунов («Смерть Ивана Грозного» А. К. Толстого, 1909), Отелло (1910), Гамлет (1913), Тесман («Гедда Габлер» Ибсена, 1914). Как отмечает «Театральная энциклопедия», «игра Альтермана отличалась мастерством перевоплощения, большим актёрским темпераментом, яркой характерностью». Как театральный режиссёр он поставил спектакли «Неуловимое чудо» Вильде (1913), «Маскарад» Лермонтова (1914), «Без вины виноватые» А. Н. Островского (1915).

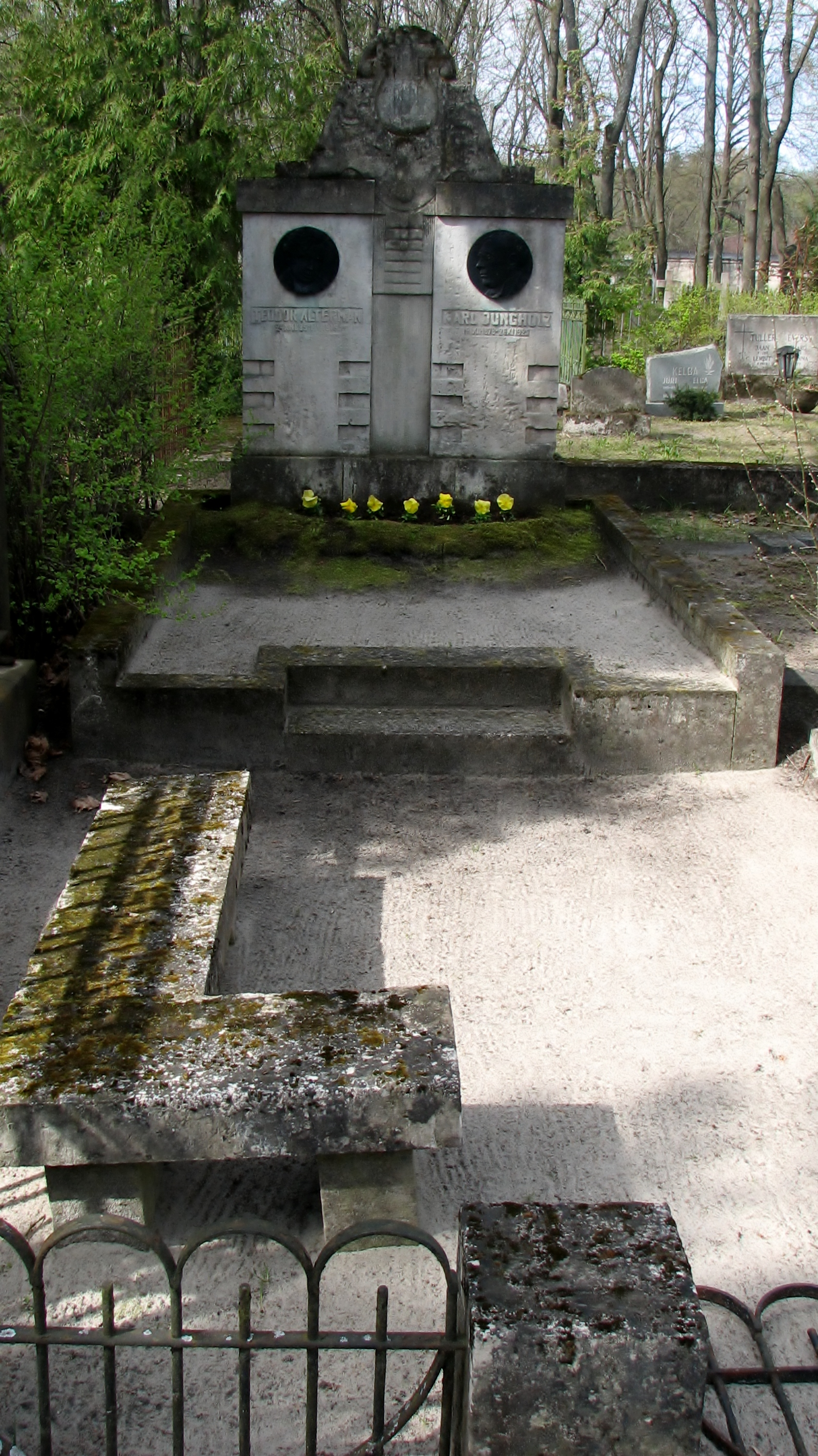
Могилы Теодора Альтермана (слева) и Карла Юнгхольца (справа)

Скончался в 1915 году в Ревеле. Похоронен на Александро-Невском кладбище.